# 亚洲公路9号线
亚洲公路9号路（AH9）是从中华人民共和国江苏省连云港市，通过哈萨克斯坦，终到俄罗斯的圣彼得堡亚洲公路线，总延长形成近似9222公里。在中国大陆，连霍高速公路是路线的一部分。

## 主要
- 中国[1]
  -  连霍高速：连云港市-乌鲁木齐市-霍尔果斯市
- - 塔拉兹- 奇姆肯特 - 克孜勒奥尔达 -  阿克托别 - 雅桑
- 俄羅斯
  -  R239：萨加钦（俄语：Сагарчин）-阿克布拉克（俄语：Акбулак）-奥伦堡
  -  M5：奥伦堡-布祖卢克-萨马拉-陶里亚蒂市郊-乌里扬诺夫斯克
  -  A151：乌里扬诺夫斯克-卡纳什
  -  M12：卡纳什-阿尔扎马斯-穆罗姆-弗拉基米尔市-诺金斯克
  -  A113：诺金斯克-莫斯科
  -  M11：莫斯科-圣彼得堡